# Acid picramic
Acidul picramic sau 2-amino-4,6-dinitrofenolul este un compus organic acid obținut prin neutralizarea unei soluții alcoolice de acid picric cu hidroxid de amoniu. Apoi se adaugă hidrogen sulfurat la soluția rezultată, care devine roșie, obținându-se sulf și cristale roșii. Acestea sunt sărurile de amoniu ale acidului picramic, din care acesta poate fi extras cu ajutorul acidului acetic. Acidul picramic este exploziv și foarte toxic. Are un gust amar.
Împreună cu sarea sa de sodiu (picramat de sodiu) este utilizat în concentrații scăzute în anumite vopsele de păr, cum ar fi henna, fiind considerat sigur pentru această utilizare cu condiția ca concentrația sa să rămână scăzută.